# 東京都議会議員選挙
東京都議会議員選挙（とうきょうとぎかいぎいんせんきょ）は、日本の地方自治体である東京都における議決機関である東京都議会を構成する東京都議会議員を選出するために行われる選挙である。

## 概要
1965年（昭和40年）6月の都議会解散以来、西暦でいう4の倍数年の翌年（丑年、巳年、酉年）に行われている。
一地方自治体の議会選挙であるが、全国最多の有権者を抱える首都東京における大型選挙であり、その選挙結果は直近の社会・政治情勢を反映するものとして注目されてきた。
また都議による大規模な汚職事件を原因とした出直し都議選が行われて統一地方選挙から外れた1965年（昭和40年）には第7回参議院議員通常選挙も行われ、これ以降、3年周期の参院選と4年周期の都議会任期満了選挙が12年おきに重合して実施される「巳年現象」が生じる。
そのため両選挙が同一年に行われる巳年の場合、都議選が参院選の前哨戦という位置づけになり、丑年や酉年を含め都議選と同じ年に行われた総選挙の結果にも影響を与えるため、各政党とも国政選挙並みに力を入れるようになっている。

## 都議選の沿革
1943年（昭和18年）7月1日の東京都制施行により東京都が発足した直後の同年9月13日に第1回の都議会議員選挙が行われた。戦後、日本国憲法と地方自治法の施行に伴い1947年（昭和22年）4月に第2回の都議会議員選挙が行われ、以後、議員任期が満了する4年毎に統一地方選挙の一つとして選挙が行われてきた。しかし1965年（昭和40年）、東京都議会黒い霧事件が発覚した事に起因した都議会への批判の高まりから議会解散を求めるリコール運動が活発化し、地方公共団体の議会の解散に関する特例法に基づいて都議会が解散され、同年7月に選挙が行われた。そのため、これ以降の都議選は統一地方選挙ではなく単独の地方選挙として行われることになった。
| 回数 | 投票年月日                | 告示年月日                | 選挙当日 有権者数 | 投票者数  | 投票率 （%） | 候補者数 | 当選者数 （定数） |
| ---- | ------------------------- | ------------------------- | ----------------- | --------- | ------------ | -------- | ----------------- |
| 02   | 1947年（昭和22年）4月30日 | 1947年（昭和22年）4月10日 | 2,632,242         | 1,665,784 | 63.28        | 396      | 120               |
| 03   | 1951年（昭和26年）4月30日 | 1951年（昭和26年）4月03日 | 3,652,963         | 2,378,010 | 65.10        | 357      | 120               |
| 04   | 1955年（昭和30年）4月23日 | 1955年（昭和30年）4月03日 | 4,476,170         | 2,669,321 | 59.63        | 297      | 120               |
| 05   | 1959年（昭和34年）4月23日 | 1959年（昭和34年）4月08日 | 5,151,415         | 3,612,505 | 70.13        | 284      | 120               |
| 06   | 1963年（昭和38年）4月17日 | 1963年（昭和38年）4月02日 | 6,008,458         | 4,076,814 | 67.85        | 245      | 120               |
| 07   | 1965年（昭和40年）7月23日 | 1965年（昭和40年）7月08日 | 6,562,866         | 3,844,392 | 58.58        | 308      | 120               |
| 08   | 1969年（昭和44年）7月13日 | 1969年（昭和44年）6月28日 | 7,642,099         | 4,564,936 | 59.73        | 255      | 126               |
| 09   | 1973年（昭和48年）7月08日 | 1973年（昭和48年）6月26日 | 7,944,363         | 4,825,018 | 60.74        | 223      | 125               |
| 10   | 1977年（昭和52年）7月10日 | 1977年（昭和52年）6月08日 | 7,975,900         | 5,197,634 | 65.17        | 228      | 126               |
| 11   | 1981年（昭和56年）7月05日 | 1981年（昭和56年）6月23日 | 8,106,517         | 4,396,293 | 54.23        | 233      | 127               |
| 12   | 1985年（昭和60年）7月07日 | 1985年（昭和60年）6月28日 | 8,488,910         | 4,541,957 | 53.50        | 225      | 127               |
| 13   | 1989年（平成元年）7月02日 | 1989年（平成元年）6月23日 | 8,820,228         | 5,180,651 | 58.74        | 246      | 128               |
| 14   | 1993年（平成05年）6月27日 | 1993年（平成05年）6月18日 | 9,140,458         | 4,700,487 | 51.43        | 258      | 128               |
| 15   | 1997年（平成09年）7月06日 | 1997年（平成09年）6月27日 | 9,393,311         | 3,832,312 | 40.80        | 264      | 127               |
| 16   | 2001年（平成13年）6月24日 | 2001年（平成13年）6月15日 | 9,709,557         | 4,862,229 | 50.08        | 244      | 127               |
| 17   | 2005年（平成17年）7月03日 | 2005年（平成17年）6月24日 | 10,082,864        | 4,435,435 | 43.99        | 220      | 127               |
| 18   | 2009年（平成21年）7月12日 | 2009年（平成21年）7月03日 | 10,469,729        | 5,705,441 | 54.49        | 213      | 127               |
| 19   | 2013年（平成25年）6月23日 | 2013年（平成25年）6月14日 | 10,589,228        | 4,606,599 | 43.50        | 253      | 127               |
| 20   | 2017年（平成29年）7月02日 | 2017年（平成29年）6月23日 | 11,266,521        | 5,593,631 | 51.28        | 259      | 127               |
| 21   | 2021年（令和03年）7月04日 | 2021年（令和03年）6月25日 | 11,157,715        | 4,729,484 | 42.39        | 271      | 127               |
| 22   | 2025年（令和07年）6月22日 | 2025年（令和07年）6月13日 | 11,285,686        |           | 47.59        | 295      | 127               |

出典：都議会議員選挙・投開票結果（東京都選挙管理委員会）。赤字は最高投票率、青字は最低投票率。

## 選挙制度
東京都議会の選挙区は原則として区・市毎に設置され都内全体では42選挙区となっている（多摩地域の一部や島部では複数の市郡町村がまとまって一つの選挙区を形成している場合がある）。選挙区の定数は区や市の人口によって比例配分され、1〜8人となっている。投票は単記非移譲式で候補者に対して投票し、各選挙区の定数毎に得票の多い候補者から当選が決定される。
| 選挙区   | 定数 | 選挙区 | 定数 | 選挙区    | 定数 | 選挙区    | 定数 |
| -------- | ---- | ------ | ---- | --------- | ---- | --------- | ---- |
| 千代田区 | 1    | 中央区 | 1    | 港区      | 2    | 新宿区    | 4    |
| 文京区   | 2    | 台東区 | 2    | 墨田区    | 3    | 江東区    | 4    |
| 品川区   | 4    | 目黒区 | 3    | 大田区※１ | 8→7  | 世田谷区  | 8    |
| 渋谷区   | 2    | 中野区 | 3    | 杉並区    | 6    | 豊島区    | 3    |
| 北区     | 3    | 荒川区 | 2    | 板橋区    | 5    | 練馬区※１ | 6→7  |
| 足立区   | 6    | 葛飾区 | 4    | 江戸川区  | 5    |           |      |

| 選挙区         | 定数 | 選挙区         | 定数 | 選挙区         | 定数 | 選挙区         | 定数 |
| -------------- | ---- | -------------- | ---- | -------------- | ---- | -------------- | ---- |
| 八王子市       | 5    | 立川市         | 2    | 武蔵野市       | 1    | 三鷹市         | 2    |
| 青梅市         | 1    | 府中市         | 2    | 昭島市         | 1    | 町田市         | 4    |
| 小金井市       | 1    | 小平市         | 2    | 日野市         | 2    | 西東京市       | 2    |
| 西多摩※2       | 2    | 南多摩※3       | 2    | 北多摩第一区※4 | 3    | 北多摩第二区※5 | 2    |
| 北多摩第三区※6 | 3    | 北多摩第四区※7 | 2    | 島部※8         | 1    |                |      |

- ※1：次回の一般選挙において定数が変更される。
- ※2：福生市・羽村市・あきる野市・西多摩郡
- ※3：多摩市・稲城市
- ※4：東村山市・東大和市・武蔵村山市
- ※5：国分寺市・国立市
- ※6：調布市・狛江市
- ※7：清瀬市・東久留米市
- ※8：東京都島嶼部（大島支庁管内・三宅支庁管内・八丈支庁管内・小笠原支庁管内）

出典：東京都議会議員の定数及び選挙区一覧表（東京都選挙管理委員会）

## 選挙結果

### 傾向

#### 55年体制時代
1950年代までは自由民主党と日本社会党の二大政党が議席のほとんどを占めていたが、1963年（昭和38年）の都議選で公明党の前身である公明政治連盟が進出、1965年（昭和40年）の出直し都議選で日本共産党が躍進し、以後の都議選でも議席を伸ばすなど多党化の傾向が進んだ。

#### 青島・石原・猪瀬・舛添都知事時代
2001年（平成13年）以降の都議選では、社会民主党が社会党時代から維持してきた議席をすべて失い、共産党が退潮する一方で、民主党が勢力を伸ばし、2009年（平成21年）の都議選では都議会第一党となっている。しかし、2013年（平成25年）都議選では自民党が第一党の座を回復し、躍進した共産党とは対照的に民主党は第四党に転落した。

#### 小池都知事時代
2017年（平成29年）都議選では小池百合子都知事が率いる都民ファーストの会が躍進し自民党から都議会第一党の座を奪取。また、選挙協力を行った公明党・生活者ネットら小池知事を支持する勢力が半数を超える圧勝となった。一方、自民党は23議席に終わり、民主党が圧勝した2009年都議選の38議席を大幅に下回る過去最低の大惨敗を喫した。野党では共産党が安倍政権と小池都政のどちらにも反対する勢力の票を吸収しさらに勢力を拡大した一方で、民進党（民主党が維新の党などと合併し改名）・日本維新の会は「都民ファーストVS自民」の構図の中で埋没する形となり、維新は改選前と変わらず1議席にとどまり、民進に至っては改選前に7議席あった議席数は2議席減の5議席に終わり、旧・民主党結党以来最低だった前回（2013年）の15議席を大きく下回る結果となった。
2021年（令和3年）の都議選では公明党が自民党との選挙協力を復活させたこともあり、自民が過去2番目に低い33議席ながら第一党を奪還し、都民ファーストの会は改選前の45議席から31議席まで減らして敗北した。民進党の後継である立憲民主党も改選前の8議席から上積みして15議席に回復した。以降、自民党が小池都知事との協力に舵を切り、自民・公明・都民ファーストの会が「知事与党」と目されるようになった。
2025年（令和7年）の都議選では自民党が裏金問題の余波もあり追加公認を含めても21議席と2017年の23議席をさらに下回る惨敗を喫し、都民ファーストの会に第一党の座を奪われた。公明党は候補者3名が落選し、1993年以来8回続いてきた候補者全員当選が途切れた。自民・公明・都民ファーストの会の「知事与党」で過半数を上回ったほか、議席を持っていなかった国民民主党が9議席と躍進し、知事与党に加わるのではとの見方もなされている。一方、野党側では立憲民主党が17議席を獲得し、14議席にとどまった共産党に代わって野党第一党となったほか、参政党が3議席を初獲得した。

#### 国政との関係
前述の通り、都議選の結果は直後の国政選挙に直結するとされており、各党とも国政選挙並みの体制で臨んでいる。

1989年（平成元年）は自民党が惨敗・社会党が勝利となり、その直後の参院選でも土井たか子委員長のマドンナ旋風で社会党が勝利した。1993年（平成5年）は日本新党が躍進した一方で自民党は大敗した前回選挙並み・社会党は惨敗となり、その直後の総選挙では日本新党を中心とする新党ブームで社会党が惨敗、自民党が下野し55年体制が崩壊した。2001年・2005年は小泉純一郎総理の人気を追い風に自民党が第一党を維持・民主党躍進・社民党と共産党が議席減となり、その直後の選挙でも自民党が大勝、野党勢は民主党以外は埋没し、2大政党時代の到来となる。
2009年（平成21年）は民主党が圧勝・自民党が大敗し、直後の総選挙で民主党へ政権交代した。2013年（平成25年）は逆に民主党は大幅に議席減・自民党が圧勝・さらに共産党が躍進という結果となり、直後の参院選では自民党が参院第一党に復帰しねじれ国会を解消、野党側では民主党が大敗し共産党が議席を増やす結果となった。
2025年（令和7年）は自民党が2017年を下回る過去最低の議席数、公明党の候補者連続当選が途切れるなど国政与党に逆風が吹き、野党側では立憲民主党・国民民主党・参政党が躍進し共産党が苦戦という結果となったが、直後の参院選でも同様の傾向が見られた。自民党は大幅に現有議席を減らし、公明党も選挙区で2007年以来の落選者を出すなど参院選の獲得議席数としては過去最低の結果に終わり、自公連立政権は前年の衆議院に続いて参議院でも過半数割れに陥った。野党では国民民主党と参政党が議席を大幅に伸ばして躍進したが、共産党は改選7議席を3議席に減らす惨敗となった。
一方で、都議選と直後の都議選の結果が連動しない場合もあり、都民ファーストの会が躍進し自民党が大敗した2017年（平成29年）は直後の衆院選では自民党が圧勝した半面、小池都知事が設立した希望の党は大敗している。

### 推移
凡例
- 自民＝自由民主党
- 新自ク＝新自由クラブ
- 日本新＝日本新党
- 社会＝日本社会党
  - 社民＝社会民主党

- 民社＝民社党
- 公明＝公明党
- 共産＝日本共産党
- 民主＝民主党（1996年設立の民主党も含む）
  - 民進＝民進党
  - 立憲＝立憲民主党（2017年設立の立憲民主党も含む）

- 生活者＝東京・生活者ネットワーク
- みんな＝みんなの党
- 維新＝日本維新の会（2012年設立の日本維新の会も含む）
- 都民＝都民ファーストの会
- 表の空欄は候補者を擁立しなかった（政党自体が存在しない場合も含む）ことを、0は候補者を擁立したが当選者がゼロであったことを示す。

| 年               | 定数 | 党派別当選者数 | 党派別当選者数 | 党派別当選者数 | 党派別当選者数 | 党派別当選者数   | 党派別当選者数 | 党派別当選者数 | 党派別当選者数 | 党派別当選者数 | 党派別当選者数 | 党派別当選者数 | 党派別当選者数 | 党派別当選者数 | 党派別当選者数 | 党派別当選者数 | 党派別当選者数 |
| 年               | 定数 | 自民           | 新自ク         | 日本新         | 社会 社民      | 民社             | 公明           | 共産           | 民主 民進 立憲 | 生活者         | みんな         | 維新           | 都民           | 国民           | 参政           | 諸派           | 無所属         |
| ---------------- | ---- | -------------- | -------------- | -------------- | -------------- | ---------------- | -------------- | -------------- | -------------- | -------------- | -------------- | -------------- | -------------- | -------------- | -------------- | -------------- | -------------- |
| 1955（昭和30）年 | 120  | 80             |                |                | 34             |                  |                | 2              |                |                |                |                |                |                |                | 4              |                |
| 1959（昭和34）年 | 120  | 73             |                |                | 42             |                  |                | 2              |                |                |                |                |                |                |                | 0              | 3              |
| 1963（昭和38）年 | 120  | 69             |                |                | 32             | 0                | 17             | 2              |                |                |                |                |                |                |                | 0              | 0              |
| 1965（昭和40）年 | 120  | 38             |                |                | 45             | 4                | 23             | 9              |                |                |                |                |                |                |                | 0              | 1              |
| 1969（昭和44）年 | 126  | 54             |                |                | 24             | 4                | 25             | 18             |                |                |                |                |                |                |                | 0              | 1              |
| 1973（昭和48）年 | 125  | 51             |                |                | 20             | 2                | 26             | 24             |                |                |                |                |                |                |                | 0              | 2              |
| 1977（昭和52）年 | 126  | 56             | 10             |                | 18             | 3                | 25             | 11             |                |                |                |                |                |                |                | 0              | 3              |
| 1981（昭和56）年 | 127  | 52             | 8              |                | 15             | 5                | 27             | 16             |                |                |                |                |                |                |                | 0              | 4              |
| 1985（昭和60）年 | 127  | 56             | 6              |                | 11             | 2                | 29             | 19             |                |                |                |                |                |                |                | 0              | 4              |
| 1989（平成元）年 | 127  | 43             |                |                | 29             | 3                | 26             | 14             |                |                |                |                |                |                |                | 3              | 10             |
| 1993（平成05）年 | 127  | 44             |                | 20             | 14             | 2                | 25             | 13             |                | 3              |                |                |                |                |                | 0              | 7              |
| 1997（平成09）年 | 127  | 54             |                |                | 1              | [ 注釈 7 ] [ 8 ] | 24             | 26             | 12             | 3              |                |                |                |                |                | 0              | 8              |
| 2001（平成13）年 | 127  | 53             |                |                | 0              |                  | 23             | 15             | 22             | 6              |                |                |                |                |                | 1              | 7              |
| 2005（平成17）年 | 127  | 48             |                |                | 0              |                  | 23             | 13             | 35             | 3              |                |                |                |                |                | 1              | 4              |
| 2009（平成21）年 | 127  | 38             |                |                | 0              |                  | 23             | 8              | 54             | 2              |                |                |                |                |                | 0              | 2              |
| 2013（平成25）年 | 127  | 59             |                |                | 0              |                  | 23             | 17             | 15             | 3              | 7              | 2              |                |                |                | 0              | 1              |
| 2017（平成29）年 | 127  | 23             |                |                | 0              |                  | 23             | 19             | 5              | 1              |                | 1              | 55             |                |                | 0              | 1              |
| 2021（令和3 ）年 | 127  | 33             |                |                |                |                  | 23             | 19             | 15             | 1              |                | 1              | 31             | 0              |                | 0              | 4              |
| 2025（令和7 ）年 | 127  | 21             |                |                | 0              |                  | 19             | 14             | 17             | 1              |                | 0              | 31             | 9              | 3              | 0              | 12             |

1. ↑  自由党と日本民主党および公正クラブの合計
2. ↑  公正クラブ
3. ↑  公明政治連盟
4. ↑  新自由クラブ都民会議
5. ↑  進歩党と「都政を革新する会」及びMPD・平和と民主運動が各1名
6. ↑  1996年（平成8年）に社会民主党に変更
7. ↑  1994年（平成6年）に解党
8. ↑  2016年（平成28年）に民進党に変更
9. ↑  うち推薦無所属6人を追加公認